# ITV
ITV (транскр.  Ај-Ти-Ви; скраћено од Independent Television — Независна телевизија), телевизијска мрежа у Уједињеном Краљевству и једна од водећих тамошњих телевизијских корпорација. Покренута је 1955. као конкурент BBC Television-у (који је основан 1932). ITV је најстарија комерционална мрежа у УК. 
Након усвајања британског Закона о радиофузији из 1990, ITV је преименован у Channel 3 (срп. Канал 3), како би се разликовао од осталих аналогних канала из тог времена — BBC 1, BBC 2 и Канал 4.
ITV plc, компанија настала спајањем ТВ кућа Granada plc и Carlton Communications 2004. године, држи у власништву ITV.

## Историја
Порекло ITV лежи у доношењу Закона о телевизији из 1954. године, осмишљеног да разбије монопол на телевизију који држи ББЦ телевизијски сервис. Тим актом је створена Независна телевизијска управа (ITA, затим IBA након Закона о емитовању звука) да би озбиљно регулисала индустрију и додељивала франшизе. Првих шест франшиза је додељено 1954. за Лондон, Мидландс и северну Енглеску, са засебним франшизама радним данима и викендима. Први ITV сервис који је покренут био је лондонски Associated-Rediffusion 22. септембра 1955. са услугама Мидландса и Севера које су покренуте у фебруару 1956. и мају 1956. респективно. Након ових лансирања, ITA је доделила више франшиза док целу земљу није покрило четрнаест регионалних станица, све покренуте до 1962. године.
Мрежа је модификована неколико пута кроз прегледе франшиза који су одржани 1963, 1967, 1974, 1980 и 1991, током којих су се региони емитовања променили и оператери услуга су замењени. Само један оператер услуга је икада прогласио банкротство, WWN1963. године, док су сви остали оператери напустили мрежу као резултат ревизије франшизе. Одвојене викенд франшизе су уклоњене 1968. (са изузетком Лондона) и током година је додато више услуга; ово је укључивало националну франшизу за јутарњи програм од 1983. надаље — која је радила између 6:00 и 9:25 ујутру — и телетекст услугу. Закон о радиодифузији из 1990. променио је природу ITV-а; тадашњи регулатор IBA је замењен регулатором малог утицаја, ITC; компаније су стекле могућност да купују друге регионалне компаније ITV-а и франшизе су се сада додељивале на основу аукције са највећом понудом, уз неколико заштитних механизама. У овом делу прегледа који је био жестоко критикован, четири оператера су замењена, а оператери су се суочили са различитим годишњим уплатама Трезору: Централна телевизија је, на пример, платила само 2.000 фунти — упркос томе што је имала уносан и велики регион — јер није имала противљења, док је Јоркширска телевизија платио 37,7 милиона фунти за регион исте величине и статуса, због велике конкуренције.
Након промена из 1993. године, ITV као мрежа почела је да се консолидује са неколико компанија које су то чиниле како би уштеделе новац престанком дуплирања услуга које су биле присутне када су све биле засебне компаније. До 2004. године, ITV мрежа је била у власништву пет компанија, од којих су две, Карлтон и Гранада, постале главни играчи поседујући између себе све франшизе у Енглеској, Велсу, Шкотској и Острву Мен. Исте године, њих двоје су се спојили и формирали ITV плц, при чему су једине накнадне аквизиције биле преузимање Чанел телевизије, франшизе за Каналска острва, 2011; и UTV, франшизе за Северну Ирску, 2015.

## Организација (друге мреже)
Мрежа ITV није у власништву или под управом једне компаније, већ више корисника лиценци, који пружају регионалне услуге, а истовремено емитују програме широм мреже. Од 2016. петнаест лиценци поседују две компаније, при чему већину има ITV Бродкастинг Лимитед, део ITV плц.
Мрежу регулише медијски регулатор Ofcom који је одговоран за доделу дозвола за емитовање. Последња велика ревизија франшиза Канала 3 била је 1991. године, при чему су све лиценце оператера обновљене између 1999. и 2002. и поново од 2014. без даљег конкурса. Иако је ово био најдужи период у којем је ITV мрежа прошла без веће ревизије својих носилаца лиценци, Ofcom је објавио (након консултација) да ће поделити лиценце Велса и Запада од 1. јануара 2014. године, стварајући националну лиценцу за Велс и придруживање новоодвојеног Западног региона Весткантри телевизији, како би се формирала нова лиценца за проширени регион Југозападне Енглеске.
Све компаније које су имале лиценцу биле су део непрофитног тела ITV Нетворк Лимитед, које је узнајмљивало и планирало мрежни програм, уз усклађеност коју су претходно обављали ITV плц и Ченал телевизија. Међутим, због спајања неколико компанија од стварања ITV мреже (а с обзиром да је Ченал телевизија сада у власништву ITV плц), то је замењено системом придруживања. Одобрено од стране Офкома, ово доводи до тога да ITV плц пушта у рад и финансира распоред мреже, при чему STV и UTV плаћају накнаду за емитовање. Сви корисници лиценци имају право да одустану од мрежног програма (осим за националне билтене вести), међутим многи немају због притиска матичне компаније или због ограничених ресурса. Пре увођења придруженог система, STV би често (а понекад и контроверзно) одбијао неколико популарних мрежних програма – као што је оригинално приказивање прве серије Downton Abbey – наводећи потребу да својим гледаоцима пружи више шкотског садржаја.
Као јавни сервис, ITV мрежа је у обавези да емитује програме од јавног значаја, укључујући вести, актуелности, дечији и верски програм, као и партијске изборе у име највећих политичких партија и политичких догађаја, као што је буџет. Мрежа такође треба да произведе приступачан садржај који садржи титлове, потпис и аудио опис. У замену за овај програм, ITV мрежа је доступна на свим платформама бесплатно за емитовање и може се наћи на врху EPG-а свих провајдера.
Од лансирања платформе 1998. године, сви са ITV лиценцама су добили додатни капацитет на платформи дигиталне земаљске телевизије. Тренутно су компаније у могућности да емитују додатне канале и све бирају да емитују ITV2, ITV3, ITV4 и CITV у свом региону у власништву ITV плц. UTV и have (раније Шкотска и Грампијанска телевизија) су раније емитовали сопствене услуге – UTV2 у Северној Ирској и S2 у централној и северној Шкотској – до 2002. године, када су усвојили канале ITV плц. Упркос томе, STV је добила лиценцу за емитовање онога што ће постати канал STV2 2013. године, међутим то је било кратког века и канал је затворен 2018. Сви емитери користе дигитални 3&4 мултиплекс, који се дели са Каналом 4. ITV Енкор је покренут у јуну 2014. године, а ITVBe у октобру 2014. ITV Box Office је покренут у фебруару 2017.

## Логотипи
- Први лого је коришћен од 1989. до 1998.
- Други лого, 1998—2006.
- Трећи лого, коришћен од 2006. до 2013.